# Samuel Werenfels
Samuel Werenfels, švicarski teolog in pedagog, * 1. marec 1657, Basel, † 1. junij 1740, Basel.
Bil je dolgoletni predavatelj na Univerzi v Baslu, kjer je predaval logiko, grščino, dogmatiko, Staro in Novo zavezo,...